# Якутіє (медресе)
Медресе Якутіє (тур. Yakutiye Medrese) — історичне медресе XIV століття в Ерзурумі, Туреччина. Побудоване в 1310 році за ініціативою місцевого губернатора ілханідського губернатора Ходжи Якута та названа за його іменем. Будівля медресе має прямокутну форму з внутрішнім подвір’ям, оточеним кімнатами для студентів. Також воно має прикрашений різьбою камяний монументальний портал та мінарет з геометричними прикрасами. Поруч розташований кюмбет. Сьогодні будівля використовується як музей, присвячений етнографії та турецькому й ісламському мистецтву.

## Галерея

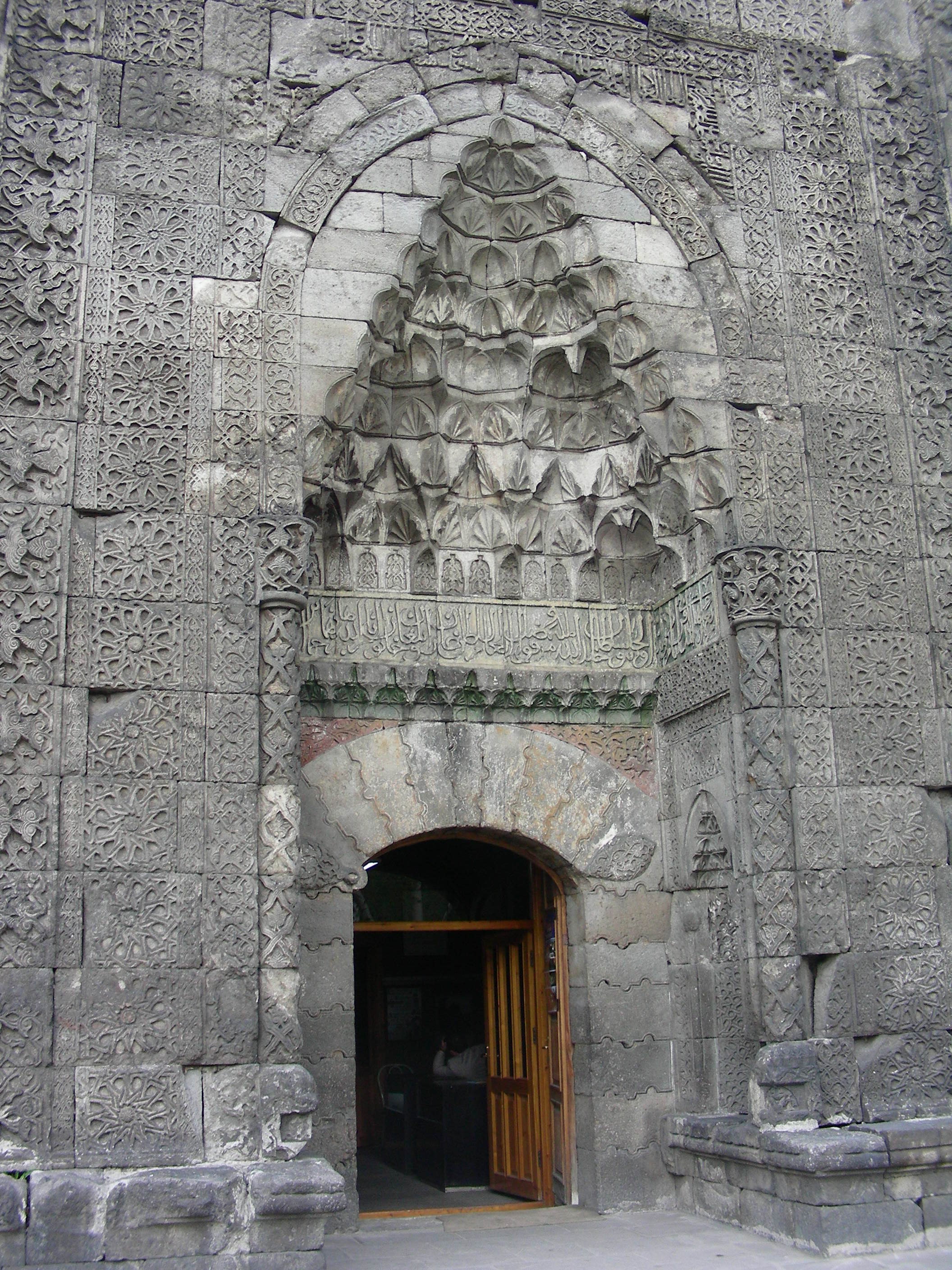
Вхід
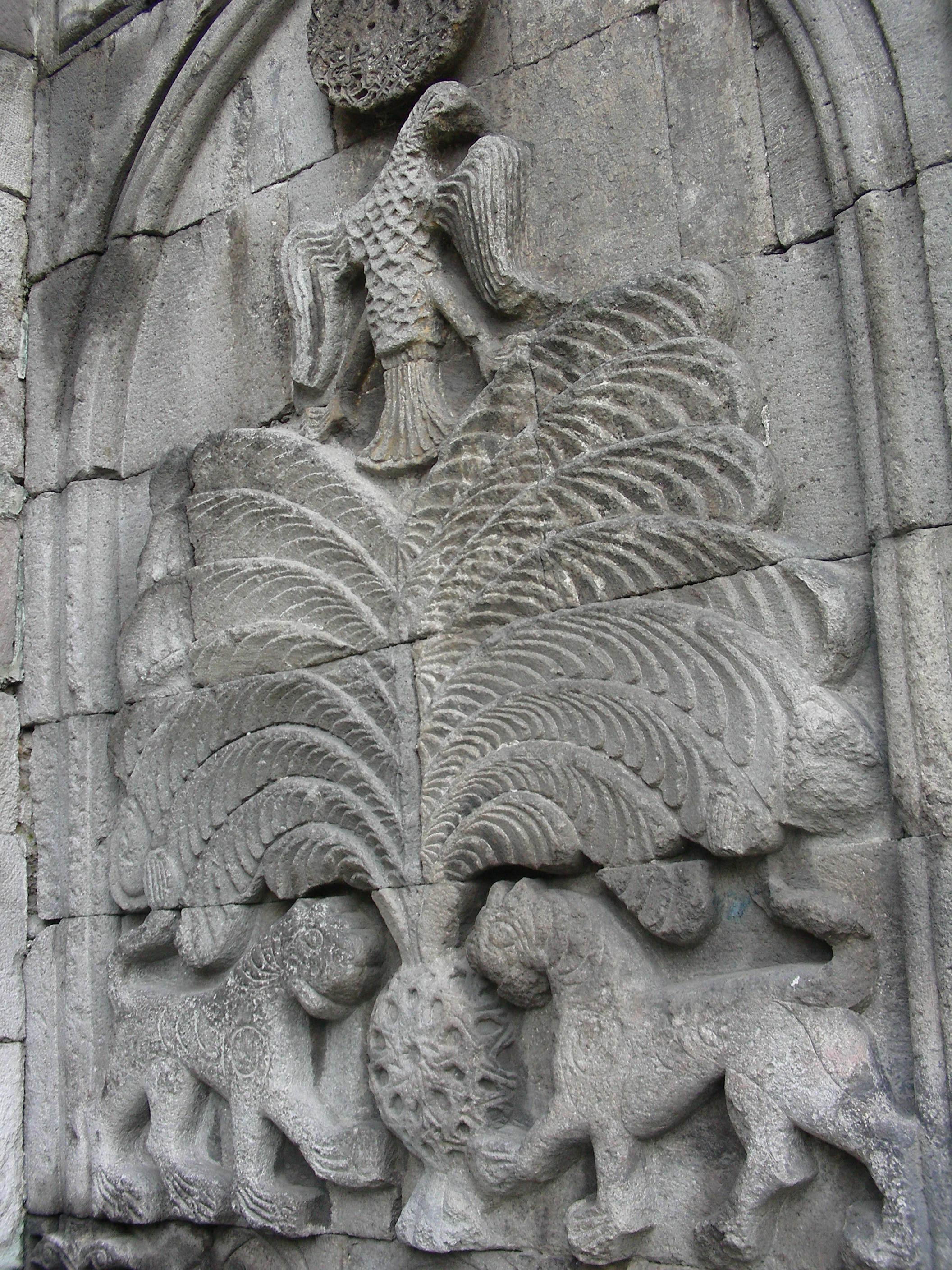
Декор
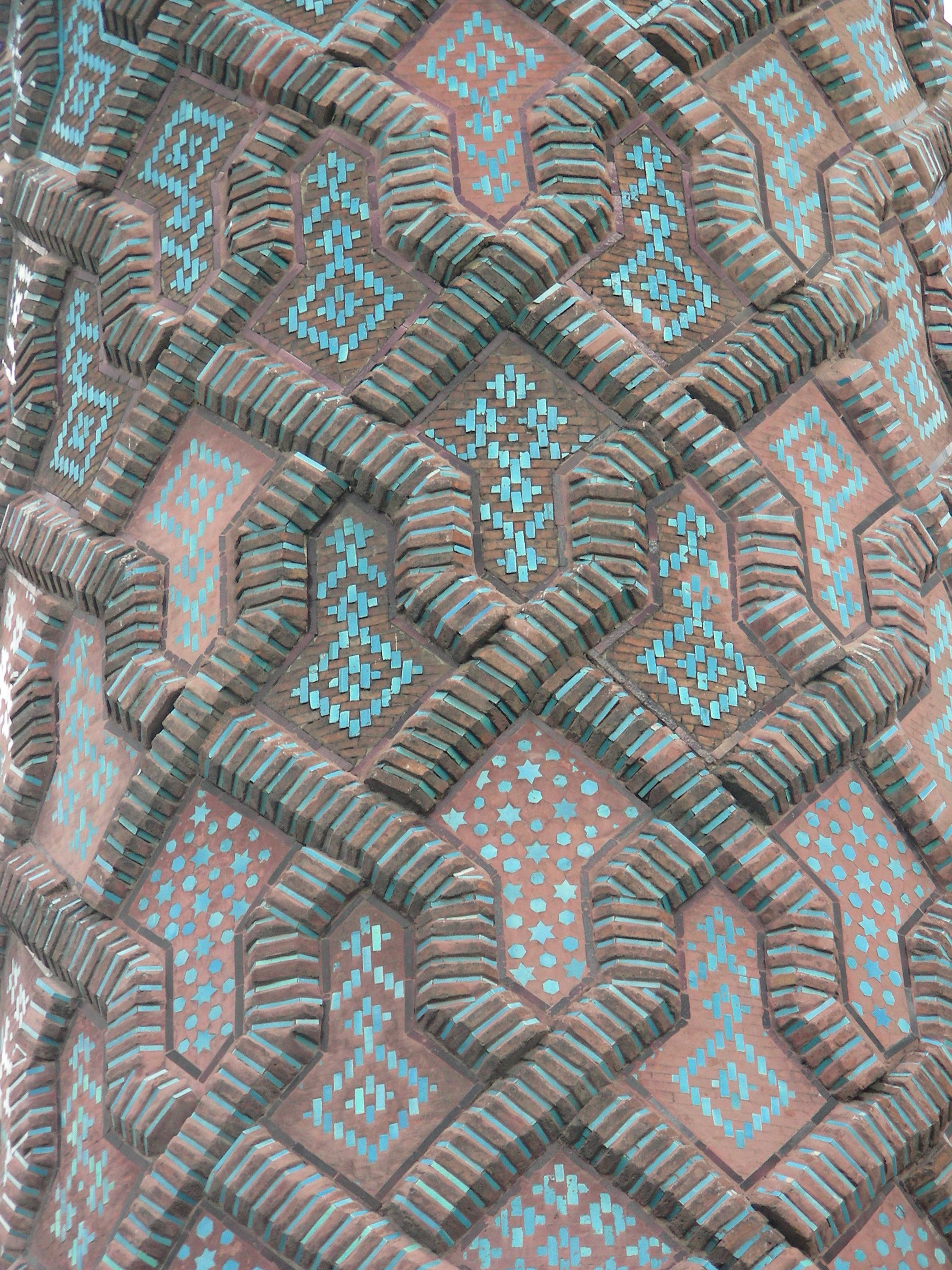
Декор
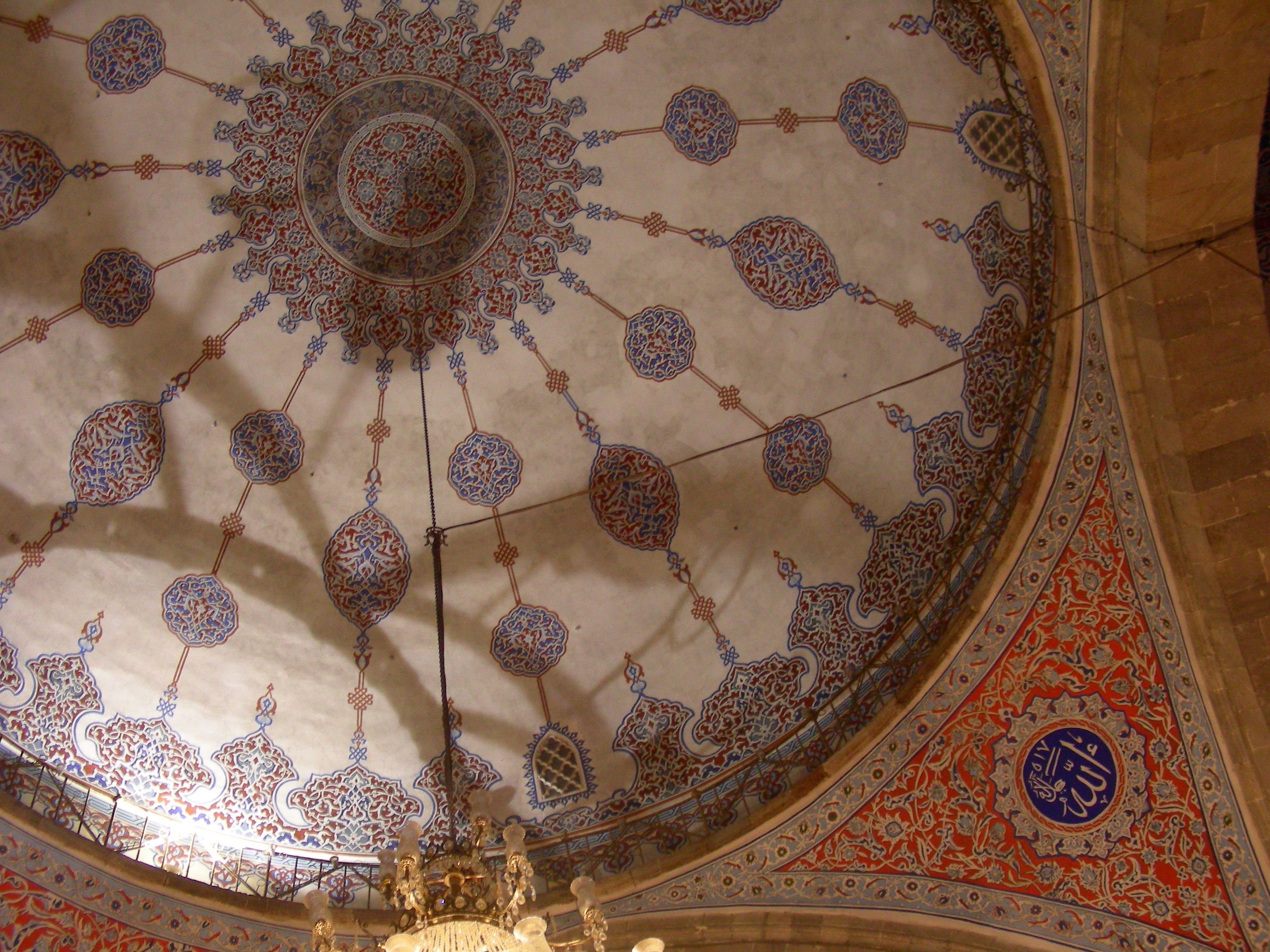
Інтер'єр
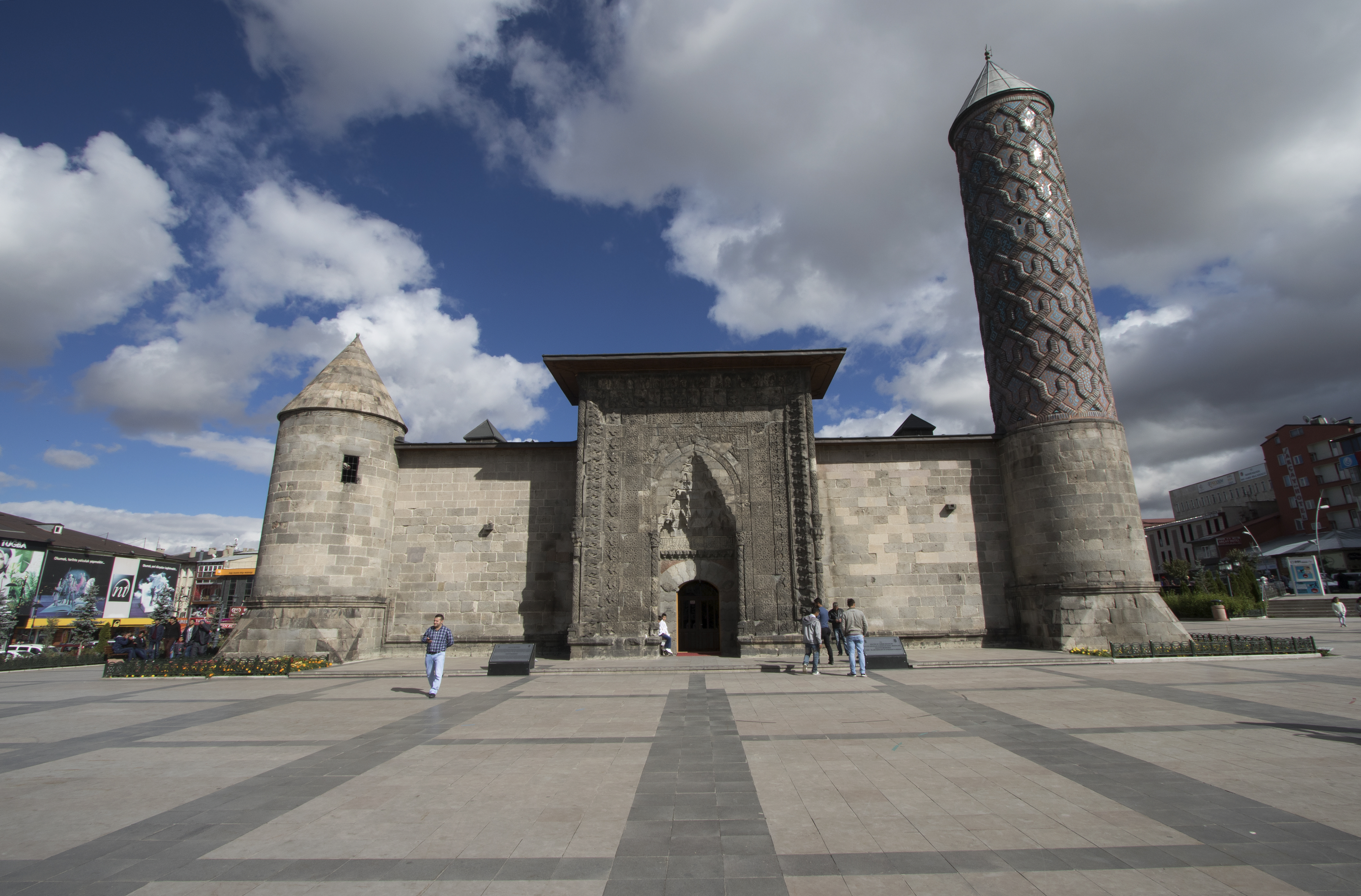
Зовнішній вигляд
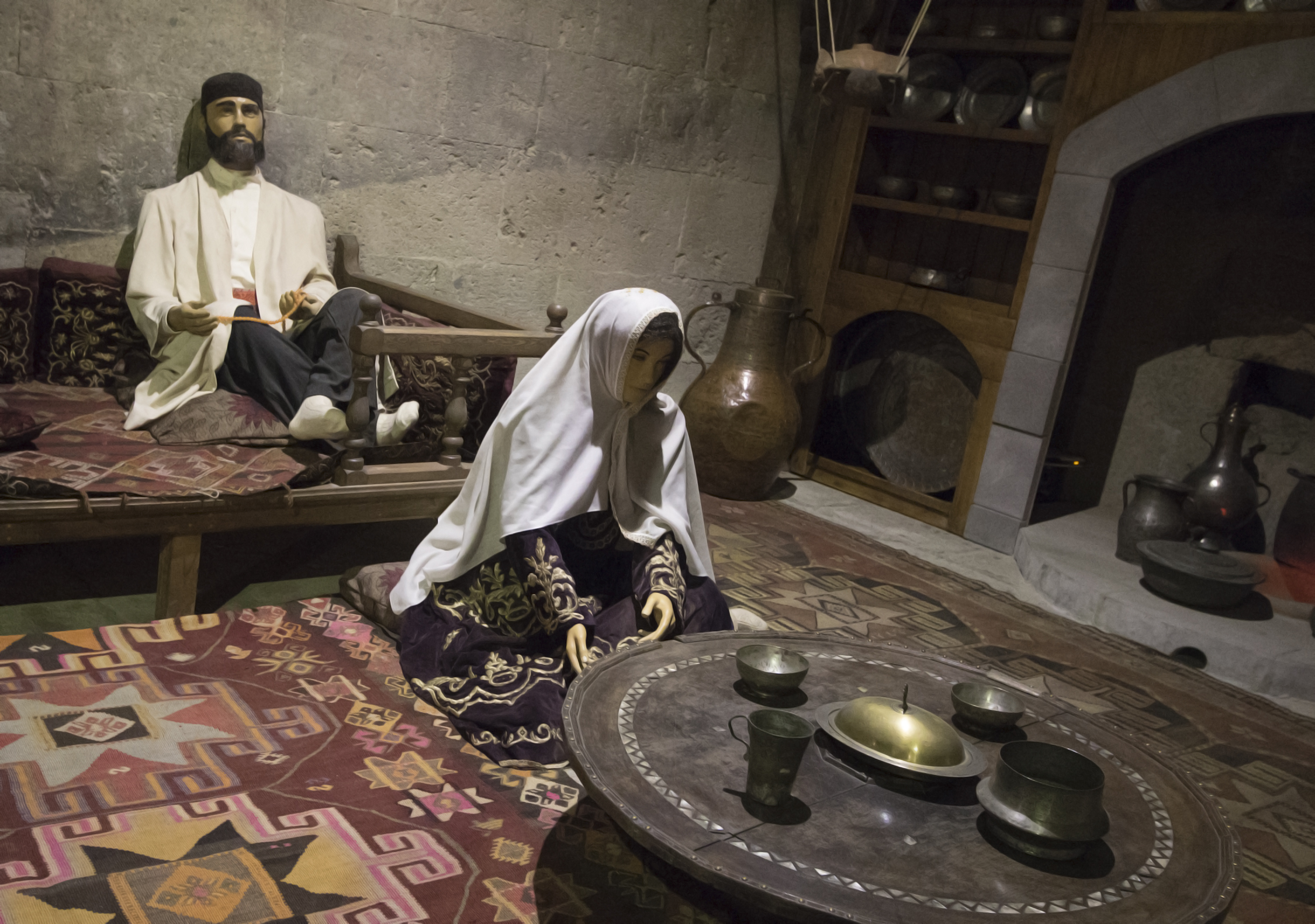
Експонат музею
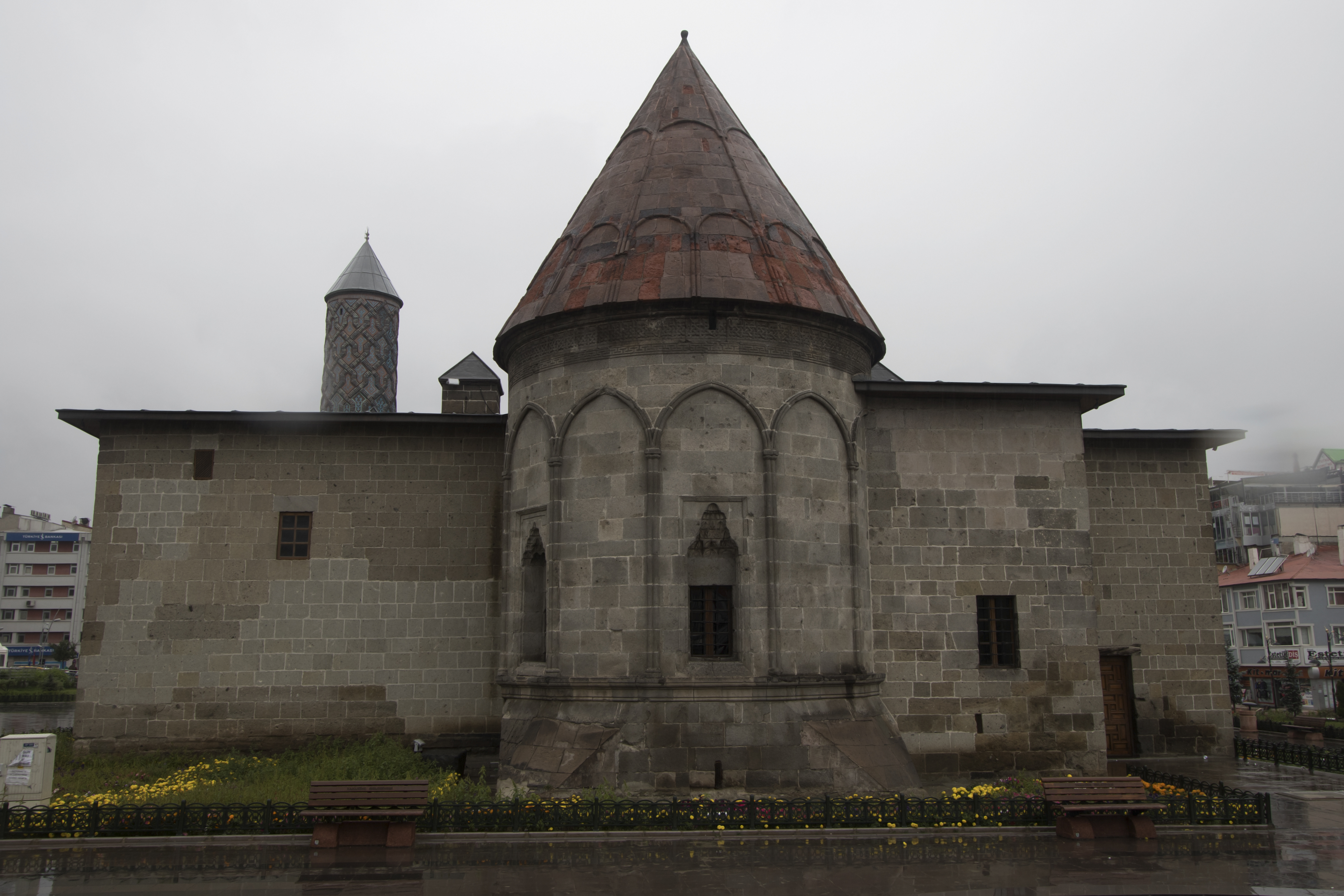
Кюмбет